# Raismes
Raismes là một xã ở trong tỉnh Nord ở miền bắc nước Pháp. Xã này có diện tích 333,31 km², dân số năm 1999 là 13.699 người. Xã nằm ở khu vực có độ cao trung bình 28 mét trên mực nước biển.